# FreeCharts
FreeCharts, een uitgave van Free Record Shop B.V., is een hitlijstenfolder die in de jaren 2002-2008 wekelijks werd verspreid via Free Record Shopwinkels. De meeste van de in de uitgave gepubliceerde hitlijsten werden samengesteld op basis van de verkoopgegevens van Free Record Shop.

## Geschiedenis
Een jaar voordat het hitlijstenblad Charts definitief uit de platenwinkels verdween, verscheen FreeCharts ten tonele. Nadat Charts was verdwenen, werden de Nederlandse Top 40 en de Mega Top 50 alleen nog verspreid via het privé-initiatief Charts In Print. Nadat dit initiatief de Top 40 niet langer verspreidde, omdat die lijst vanaf 3 september 2005 weer in druk verscheen via FreeCharts, werd de verspreiding van de Mega Top 50 via dit initiatief noodgedwongen eind 2005 gestaakt. In juni 2008 was de Top 40 weer uit FreeCharts verdwenen om twee maanden later op te duiken bij Music Store. In oktober 2008 verscheen het laatste exemplaar van FreeCharts.

## Exemplaren
Exemplaren van FreeCharts hadden geen volgnummer, maar een weeknummer. Het eerste exemplaar van FreeCharts verscheen in maart 2002 als week 10.
Hieronder volgt een lijst van hitlijsten die sinds die tijd in FreeCharts zijn afgedrukt. Hitlijsten die als onderdeel van advertenties zijn afgedrukt, worden hierbij spaarzaam vermeld.

### 2002-2005
- Sinds week 10, 2002:
  - freecharts singles (een top 40); veranderde in week 21 in "PepsiChart"; tot en met week 34 van 2005
  - freecharts dance singles (een top 10); veranderde in week 29 in "freecharts dance"; vanaf week 41 een top 20
  - freecharts r&b/hip-hop (een top 10); vanaf week 41 een top 20
  - freecharts albums (een top 40)
  - freecharts dvd movies (een top 20)
  - freecharts dvd music (een top 10)
  - freecharts vhs video (een top 10); tot en met week 44 van 2003
  - freecharts games: pc cd-rom (een top 10)
  - freecharts games: gameboy (een top 10); "gameboy" veranderde de week erna in "Game Boy Advance" en dit veranderde in week 23 van 2003 in "Game Boy Advance SP"
  - freecharts games: PlayStation2 (een top 10)
  - freecharts books (een top 10)
  - freecharts freestyle (een top 10); tot en met week 20
- Vanaf week 12, 2002:
  - freecharts games: Xbox (een top 10)
- Vanaf week 17, 2002:
  - Bioscoop Top 5 (aanvankelijk als advertentie)
- Vanaf week 21, 2002:
  - freecharts games: Nintendo GameCube (een top 10)
- Vanaf week 02, 2003 (tevens werd het formaat van het blad 2 cm korter):
  - Colorful R&B/Hip-Hop Chart (de voormalige "freecharts r&b/hip-hop"); tot en met week 33 van 2004
  - freecharts cd albums (de voormalige "freecharts albums")
  - freecharts dvd music (was een top 10, nu een top 20)
- Vanaf week 03, 2003:
  - dance chart (de voormalige "freecharts dance"); tot en met week 51
- Vanaf week 45, 2003:
  - dvd aanbieding (een top 10)
- Vanaf week 07, 2004:
  - dance chart (was verdwenen sinds week 52, 2003); veranderde in week 34 in een top 33; niet in week 51; tot en met week 01 van 2005
- Vanaf week 34, 2004 (tevens veranderde het uiterlijk van het blad):
  - downloadchart (een top 40); werd opgesplitst in twee top 20's in week 49
  - XChart (een top 20); niet in week 51
  - "freecharts: pc cd-rom" werd "pc games" (een top 5)
  - "freecharts: Game Boy Advance SP" werd "Game Boy Advance" (een top 5)
  - "freecharts: PlayStation2" werd "PlayStation2" (een top 5)
  - "freecharts: Xbox" werd "Xbox" (een top 5)
  - "freecharts: books" werd "Books 15" (een top 15); veranderde in week 16 van 2005 in "Books 8" (een top 8)
  - freecharts ringtone top 5
- Vanaf week 49, 2004:
  - downloadchart single 20
  - downloadchart albums 20
- Vanaf week 16, 2005:
  - Pockets 5 (een top 5); veranderde in week 32 in "Tips"
- Vanaf week 35, 2005:
  - Top 40

### 2006-2008
Vanaf 2006 veranderde er veel. Het formaat van het exemplaar wijzigde (van 27½ bij 21 cm) naar 23 bij 16½ cm. Omdat sindsdien niet meer het jaartal, maar de jaargang op het exemplaar werd vermeld, wordt dat in onderstaand overzicht erbij vermeld. Vermeld worden allereerst alle hitlijsten in het eerste exemplaar van dat jaar.
- Vanaf week 01, 2006 (jaargang 5):
  - Bioscoop Top 5
  - Books Tip 10; tot en met week 38, 2008
  - Books Top 10; tot en met week 38, 2008
  - Cd Albums 20
  - Downloadchart Albums 10
  - Downloadchart Singles 10
  - Dvd Aanbieding (een top 15); tot en met week 37
  - Dvd Movies 15
  - Dvd Music 20
  - Games Top 5 Nintendo DS/Game Boy Advance
  - Games Top 5 Nintendo GameCube; tot en met week 48
  - Games Top 5 Pc Games
  - Games Top 5 PlayStation2
  - Games Top 5 PlayStation Portable
  - Games Top 5 Xbox
  - Nederlandse Top 40; tot en met week 22, 2008
  - Ringtone 15; tot en met week 11
  - Truetones 10; tot en met week 11
  - Wallpapers 10; tot en met week 11
- Vanaf week 38, 2006:
  - Dvd 2e Halve Prijs (een top 15); tot en met week 44
- Vanaf week 45, 2006:
  - Dvd Tv Series (een top 15)
- Vanaf week 49, 2006:
  - Games Top 5 Wii
- In week 01, 2007 (jaargang 6): Top 100 2006 (van de Nederlandse Top 40)
- Met ingang van 7 juni 2008 (week 23) is de publicatie van de Top 40 in FreeCharts stopgezet. (De publicatie van de Top 40 werd op 2 augustus 2008 voortgezet via een gedrukte lijst bij Music Store.)
- Week 41, 2008 (jaargang 7): laatste exemplaar.

## Trivia
- In het eerste exemplaar van FreeCharts zijn in de afgedrukte hitlijsten alle noteringen niet als "nieuw" genoteerd, maar als identiek aan de week ervoor.